# 386BSD

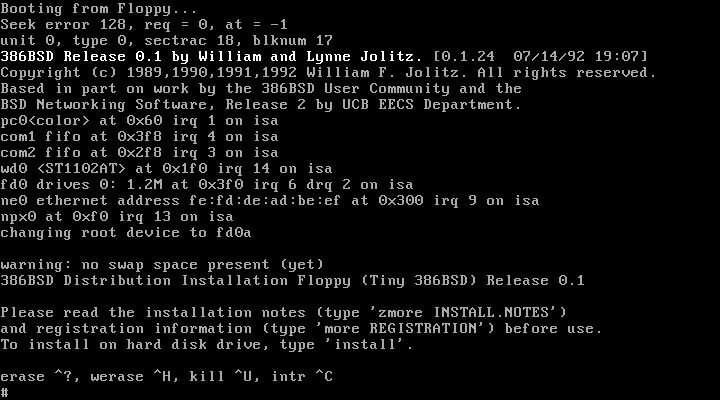
386BSD Release 0.1

386BSD (o Jolix) è un sistema operativo libero Unix-like basato su BSD. Creato nel 1992, questa versione di BSD per i386 ha portato allo sviluppo di FreeBSD e NetBSD.